# Parviterebra
Parviterebra is een geslacht van weekdieren uit de klasse van de Gastropoda (slakken).

## Soorten
- Parviterebra brazieri (Angas, 1875)
- Parviterebra paucivolvis Pilsbry, 1904
- Parviterebra separanda Tomlin, 1923
- Parviterebra thyraea Melvill & Standen, 1897
- Parviterebra trilineata (Adams & Angas, 1863)
- Parviterebra turriformis Drivas & Jay, 1990